# Orlovka (přítok Keti)
Orlovka (rusky Орловка) je řeka v Tomské oblasti s prameny v Krasnojarském kraji v Rusku. Je 327 km dlouhá. Povodí má rozlohu 9 010 km².

## Průběh toku
Odtéká z jezera Burgunku a teče přes Západosibiřskou rovinu. Ústí zprava do Keti (povodí Obu) na 523 říčním kilometru.

## Vodní režim
Zdrojem vody jsou především sněhové srážky. Průměrný průtok vody ve vzdálenosti 29 km od ústí činí přibližně 63,5 m³/s. Zamrzá v polovině října až na začátku listopadu a rozmrzá na konci dubna až v květnu. Nejvyšších vodních stavů dosahuje od května do července.

## Využití
Řeka je splavná pro vodáky.